# Allorhize
Een allorhize is een soort van wortelgestel dat vaak voorkomt bij de dicotylen of tweezaadlobbigen. Wanneer de kiemwortel van een plant uitgroeit tot een hoofdwortel, en deze hoofdwortel heeft verschillende vertakkingen (= zijwortels) spreekt men van een allorhize.
Allorhize is afgeleid uit het Grieks (Allos= anders en Rhiza=wortel).